# 1914년 미국 하원의원 선거
1914년 미국 하원의원 선거는 1914년 미국에서 치러진 하원의원 선거이다

## 선거 결과
| 정당   | 의석수 |
| ------ | ------ |
| 민주당 | 230석  |
| 공화당 | 197석  |
| 진보당 | 5석    |
| 사회당 | 1석    |
| 금지당 | 1석    |
| 합계   | 435석  |